# B-Factory
In fisica delle particelle, una B-Factory o beauty factory è un particolare acceleratore di particelle usato per produrre un grande numero di mesoni B, ovvero mesoni che contengono il quark bottom (chiamato talvolta quark beauty, da cui il nome). Fasci di elettroni e positroni vengono fatti circolare in direzioni opposte in un acceleratore circolare e vengono fatti collidere ad un'energia del centro di massa pari alla massa del mesone upsilon. Questo mesone è formato da un quark b e dalla sua antiparticelle e decade quasi istantaneamente in coppie di mesoni  B0  e anti-B0 o in coppie B+ e B- .
I due principali esperimenti che hanno operato alle B-Factory sono l'esperimento BaBar allo Stanford Linear Accelerator Center (SLAC) in California e l'esperimento Belle al KEK in Giappone. Altri esperimenti sono stati progettati per continuare lo studio dei mesoni B: l'acceleratore SuperB a Frascati (progetto successivamente abbandonato nel 2012) e l'esperimento Belle II in Giappone.